# Schwarzbruch
Schwarzbruch ist ein Ortsteil der Gemeinde Wenden im Kreis Olpe, Nordrhein-Westfalen. Die 14 Einwohner leben in drei Häusern.

## Geographie
Der Ort ist umgeben von Wäldern und Wiesen. Der Binsebach fließt durch Schwarzbruch und führt Wasser über andere Flüsse in die Bigge. Das nächste größere Dorf ist Hillmicke und gehört auch zur Gemeinde Wenden.

## Geschichte
Die Geschichte Schwarzbruchs reicht mindestens 100 Jahre zurück. Wahrscheinlich geht der Name des Ortes auf einen Steinbruch in der Nähe zurück. Die ehemaligen Stollen sind noch heute an Löchern am Rande des Ortsgebiets zu erkennen.